# Lăpușnicel
Lăpușnicel is een Roemeense gemeente in het district Caraș-Severin.
Lăpușnicel telt 1300 inwoners.